# Michel Ries
Michel Ries (11 maart 1998) is een Luxemburgs wielrenner die vanaf 2022 voor Arkéa-Samsic uitkomt.

## Carrière
Ries werd in 2016 Luxemburgs kampioen bij de junioren in zowel de tijdrit, de wegwedstrijd als in het veldrijden. In 2019 won hij de derde etappe in de Ronde van de Aostavallei.
Nadat hij in 2018 al stage had gelopen bij Trek-Segafredo maakte hij in 2020 de overstap naar de UCI World Tour ploeg.

## Palmares

### Wegwielrennen
2016
 Luxemburgs kampioenschap veldrijden, junioren
Bergklassement Trofeo Karlsberg
 Luxemburgs kampioenschap tijdrijden, junioren
 Luxemburgs kampioenschap wegwedstrijd, junioren
2019
3e etappe Ronde van de Aostavallei
2020
 Luxemburgs kampioenschap tijdrijden, Beloften

### Resultaten in voornaamste wedstrijden
| Jaar | Ronde van Italië | Ronde van Frankrijk | Ronde van Spanje |
| ---- | ---------------- | ------------------- | ---------------- |
| 2020 |                  |                     | 60e              |
| 2021 |                  |                     |                  |
| 2022 |                  |                     |                  |
| 2023 | 86e              |                     | 66e              |
| 2024 | 25e              |                     | opgave           |
| 2025 | opgave           |                     |                  |

| Jaar | Luik-Bast.‑Luik | Ronde van Lombardije | Waalse Pijl |  | WK op de weg |
| ---- | --------------- | -------------------- | ----------- |  | ------------ |
| 2020 | 119e            |                      | 88e         |  |              |
| 2021 | 130e            |                      |             |  |              |
| 2022 |                 | opgave               |             |  |              |
| 2023 |                 |                      |             |  |              |
| 2024 | 98e             | 117e                 |             |  | opgave       |
| 2025 |                 |                      |             |  |              |

## Ploegen
- 2018 –  Polartec Kometa
- 2018 –  Trek-Segafredo (stagiair vanaf 1-8)
- 2019 –  Polartec Kometa
- 2020 –  Trek-Segafredo
- 2021 –  Trek-Segafredo
- 2022 –  Arkéa-Samsic
- 2023 –  Arkéa-Samsic
- 2024 –  Arkéa-B&B Hotels
- 2025 –  Arkéa-B&B Hotels

Bernard · Brambilla · Ciccone · Clarke · Conci · De Kort · Eg · Elissonde · Kamp · Kirsch · Liepiņš · López · Mollema · Mosca · Moschetti · Mullen · A. Nibali · V. Nibali · Pedersen  · Porte · Quarterman · Reijnen · Ries · Simmons · Skujiņš · Stuyven · Theuns · Weening (vanaf 5 juni) · Fancellu (stagiair) · Skjelmose Jensen (stagiair) · Tiberi (stagiair)
Bernard · Brambilla · Ciccone · Conci · Eg · Egholm · Elissonde · Gebreigzabhier · Kamp · Kirsch · De Kort  · Liepiņš · López · Mollema · Mosca · Moschetti · Mullen · A. Nibali · V. Nibali · Pedersen · Quarterman · Reijnen · Ries · Simmons · Skjelmose Jensen · Skujiņš · Stuyven · Theuns · Tiberi · Baroncini (stagiair) · Hellemose (stagiair) · Hoole (stagiair)
Anacona · Barguil · Barré (vanaf 1/8) · Bouet · Bouhanni · Capiot · Declercq · Delaplace · Edet · Flórez · Gesbert · Grondin · Guernalec · Guglielmi · Hardy · Hofstetter · Ledanois · Louvel · McLay · Noppe · Owsian · Pajur · Pichon · D. Quintana · N. Quintana · Ries · Riou · Russo · Swift · Vauquelin · Verre · Clynhens (stagiair) · Costiou (stagiair) · Thierry (stagiair)
Barguil · Barré · Biermans · Bouet · Bouhanni · Capiot · Champoussin · Costiou · Dekker · Delaplace · Démare (vanf 1/8) · Edet · Gesbert · Grondin · Guernalec · Guglielmi · Hofstetter · Le Berre · Ledanois · Louvel · McLay · Mozzato · Owsian · Pichon · Ponomar (tot 31/7) · Ries · Riou · Rodríguez · Russo · Vauquelin · Verre · Dauphin (stagiair) · Gillet (stagiair) · Tjøtta (stagiair)
Albanese · Barré · Biermans · Capiot · Champoussin · Costiou · Dekker · Delaplace · Démare · García Pierna · Gesbert · Grondin · Guernalec · Guglielmi · Huys · Le Berre · Ledanois(tot 15/8) · Louvel · McLay · Mozzato · Owsian · Ries · Riou · Rodríguez · Scotson · Sénéchal · Thierry (vanaf 1/9) · Vauquelin · Venturini · Verre
Biermans · Capiot · Costiou · Delaplace · Démare · Epis · García Pierna · Gesbert · Grondin · T. Guernalec · V. Guernalec · Guglielmi · Huys · Le Berre · Lozouet · Mozzato · Ries · Rodríguez · Rouland · Scotson · Sénéchal · Svestad-Bårdseng · Thierry · Tjøtta · Vauquelin · Venturini · Verre